# Episodi di Che Todd ci aiuti (seconda stagione)
La seconda e ultima stagione della serie televisiva Che Todd ci aiuti, composta da 10 episodi, è stata trasmessa negli Stati Uniti d'America sul canale CBS dal 14 febbraio al 16 maggio 2024.
In Italia, la stagione è stata trasmessa in prima visione assoluta su Rai 2 dal 23 giugno al 14 luglio 2024.
| nº | Titolo originale         | Titolo italiano              | Prima TV USA     | Prima TV Italia |
| -- | ------------------------ | ---------------------------- | ---------------- | --------------- |
| 1  | Iceland Was Horrible     | L'Islanda era orribile       | 15 febbraio 2024 | 23 giugno 2024  |
| 2  | Your Day in Court        | Una giornata particolare     | 22 febbraio 2024 | 29 giugno 2024  |
| 3  | The Queen of Courts      | La Regina dei tribunali      | 29 febbraio 2024 | 29 giugno 2024  |
| 4  | Dial Margaret for Murder | Chiama Margaret per omicidio | 14 marzo 2024    | 30 giugno 2024  |
| 5  | End on a High Note       | La giusta intonazione        | 11 aprile 2024   | 30 giugno 2024  |
| 6  | Is the Jury Out?         | Crisi d'identità             | 18 aprile 2024   | 7 luglio 2024   |
| 7  | Faux-Bituary             | Essere o non essere          | 25 aprile 2024   | 13 luglio 2024  |
| 8  | P.I.'s Wide Shut         | Apri gli occhi detective     | 2 maggio 2024    | 13 luglio 2024  |
| 9  | The Broker               | Tutti sospettati             | 9 maggio 2024    | 14 luglio 2024  |
| 10 | The Tooth Is Out There   | Nemico in agguato            | 16 maggio 2024   | 14 luglio 2024  |